# Haskalá

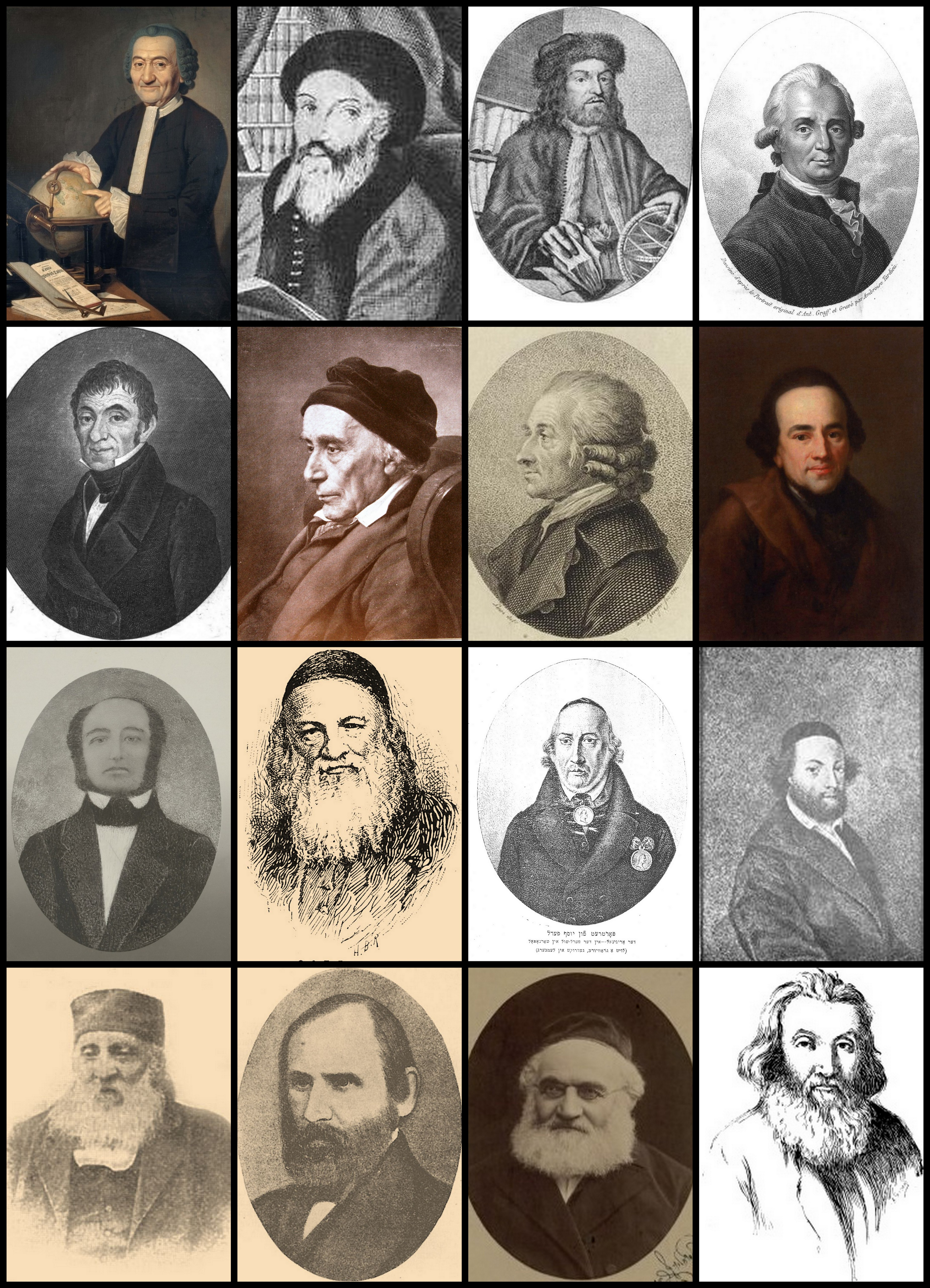
Precursores y figuras importantes para la Haskalá, a quienes se conoce como "haMaskilim" (hebr. 'los Educados'). Primera línea horizontal, dedicada a la proto-Haskalá: Raphael Levi Hannover, Solomon Dubno, Tobias Cohn, Marcus Elieser Bloch; segunda línea, con figuras de la Haskalá berlinesa: Salomon Jacob Cohen, David Friedländer, Naphtali Hirz Wessely, Moses Mendelssohn; tercera línea, con integrantes de la Haskalá austríaca, especialmente de Galitzia: Judah Löb Mieses, Solomon Judah Loeb Rapoport, Joseph Perl, Baruch Jeittels; cuarta línea, figuras de la Haskalá rusa: Avrom Ber Gotlober, Abraham Mapu, Samuel Joseph Fuenn, Isaac Baer Levinsohn.

La Haskalá (en hebreo: השכלה‎, ‘Ilustración’ o ‘Educación’), también conocida como la Ilustración judía, fue un movimiento que se desarrolló en la comunidad judía europea a fines del siglo XVIII y a lo largo del siglo XIX. Tomó los valores del Siglo de las Luces, buscando una mejor integración con el entorno e incrementar la educación del hebreo, la historia judía y demás conocimientos seculares, fuera del ámbito de la escuela religiosa o yeshivá.
La Haskalá, en este sentido, marca el inicio del intento de integración de los judíos europeos con el mundo secular, dando lugar al primer movimiento político judío y la lucha por la emancipación de los judíos. La división de la judería asquenazí en distintos movimientos religiosos o denominaciones, especialmente en Estados Unidos y Europa, se dio históricamente como una reacción contraria a la Haskalá.
El término Haskalá también puede ser utilizado en otros sentidos. Por ejemplo, también designa el método de estudio para el análisis de los libros religiosos tradicionales como la Torá, la Mishná y el Talmud, basado en el método histórico crítico moderno, diferenciándose de la forma de estudio tradicional usada por el judaísmo ortodoxo. Asimismo se emplea para el estudio del hebreo bíblico, los textos poéticos, científicos y otros componentes de la literatura hebrea.

## La corriente de pensamiento
Desde el siglo X y XI los judíos de la Europa cristiana vivían en comunidades segregadas, las relaciones con el medio no judío eran mínimas, reducidas al comercio y no existían marcos de convivencia social. Estaban organizados así: normalmente el rabino era el miembro más influyente y se solía abonar un tributo anual al obispo o autoridad que había dado el permiso de residencia. Al igual que los gremios medievales, tenían su propia estructura de justicia, administrada por un Bet Din (juzgado rabínico) en los casos que ambas partes fueran judías, y se regían por la halajá, (ley judía). 
La idea motivadora de los seguidores de la Haskalá era "salir del gueto" no solo física, sino también mental y espiritualmente para lograr integrarse entre las naciones gentiles. 
Moses Mendelssohn (1729-1786) fue uno de los líderes de este movimiento, junto con Aaron Halle-Wolfssohn (1754-1835) y Joseph Perl (1773-1839.)
El éxito logrado por Mendelssohn como filósofo y literato mostró una posibilidad de integración a la sociedad y la presunta aceptación de los judíos por parte de los gentiles. Mendelssohn también mostró a los judíos cómo ingresar a la sociedad alemana. Un buen conocimiento del idioma nacional era necesario para asegurar la entrada a los círculos culturales alemanes, y una excelente manera de adquirirlo fue provista por Mendelssohn en su traducción al alemán de la Torá. 
Este trabajo se transformó en un puente por el cual muchos jóvenes judíos pudieron ingresar al mundo del conocimiento secular.
El biur, análisis de la Biblia siguiendo el método histórico-crítico, preparado bajo la supervisión de Mendelssohn, fue diseñado para contrarrestar la influencia de los métodos tradicionales rabínicos de exégesis. Junto con la traducción, este fue la herramienta básica de la Haskalá. El movimiento rápidamente se expandió por toda Europa, y sus adherentes fueron llamados maskilim.
El lenguaje jugó un papel clave en el movimiento de la Haskalá, y Mendelssohn, junto con otros, llamaron a un resurgimiento del hebreo y una disminución en el uso del yiddish, con el objetivo final de lograr su extinción. Esto estaba motivado igualmente por un rechazo de la sociedad alemana al yiddish, que lo veía como un dialecto espurio en lugar de un idioma con identidad propia.
El resultado fue el surgimiento de una nueva y poderosa literatura secular, y de nuevos estudios crítico-históricos de los libros religiosos tradicionales.
Julius Fürst y con otros estudiosos judeoalemanes compilaron diccionarios y gramáticas del hebreo y el arameo. Ahora los jóvenes judíos podían estudiar y comunicarse en el lenguaje del país donde vivían, lo que les brindaba otros caminos hacia la integración.

## Efectos
La Haskalá facilitó la integración de los judíos en las sociedades occidentales y dio lugar a un renacimiento de la cultura secular judía, con un nuevo interés tanto por la historia judía como por la identidad judía. El resultado fue el surgimiento del compromiso de los judíos con la vida política de los países en los cuales residían. Esto se expresó de múltiples maneras, como la lucha por la emancipación judía y el nacimiento de nuevos movimientos políticos judíos, y en última instancia el desarrollo del sionismo frente al antisemitismo y las persecuciones de fines del siglo XIX.
Otra de las consecuencias fue el surgimiento de la corriente reformista, luego dividida generando el movimiento masortí. Esto también tuvo influencias en la ortodoxia, como el Movimiento del Musar en Lituania, o la concepción de Torah im Derech Eretz del rabino Samson Raphael Hirsch (1808–1888), que marcaba la relación con el mundo gentil desde el punto de vista ortodoxo (también llamado neoortodoxo).